# Iazde (província)
Iazde (em persa: یزد; romaniz.: Yazd) é uma província do Irã sediada em Iazde. Tem 73 477 quilômetros quadrados e segundo censo de 2019, havia 1 213 000 residentes. Se divide em 10 condados.